# 龍崗道

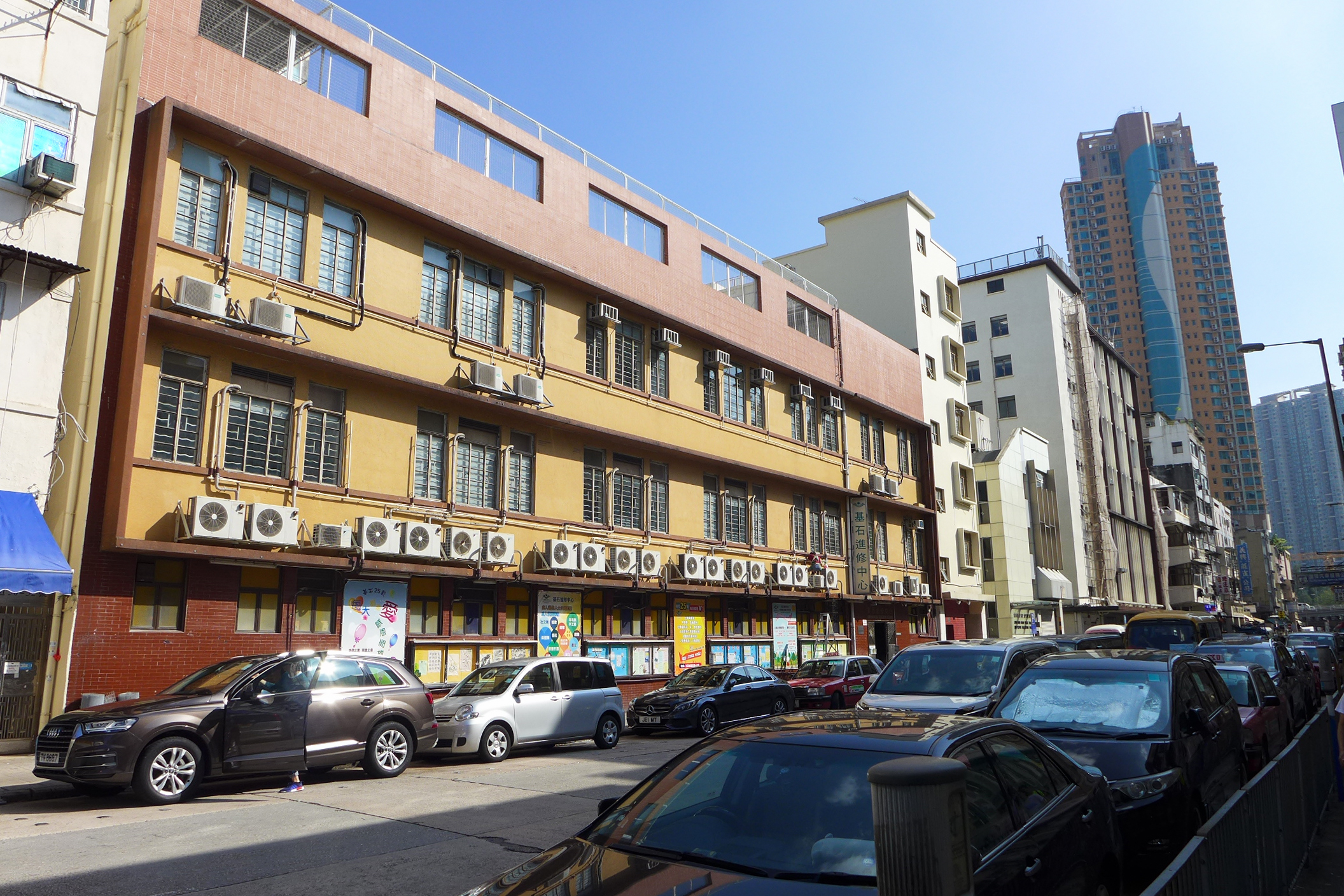
龍崗道

龍崗道（英語：Lung Kong Road），是香港九龍城區的一條馬路，位於太子道東及賈炳達道之間。道上設置電話機樓、九龍城郵政局、九龍樂善堂學校及醫療中心。

## 鄰近
- 南角道
- 城南道
- 啟德道
- 賈炳達道公園
- 九龍城廣場
- 衙前圍道

## 典故
1842年，清政府與英國簽訂《南京條約》，割讓出香港島，同時，對岸的九龍半島的氣氛明顯地變異。這對峙的氣氛蘊下築成一道龍城圍牆，表面有防盜賊之名，內裡有抵擋西敵之意。雖然圍牆在日治時期被毀壞已有大半個世紀，不過通過遺留下來的文獻、城牆碎片、民間記載等，歷史學家能推斷出當時圍牆的面貌，圍牆有4門，處於東西南北的位置。向南面海的是主門(位於現時龍崗道的街頭)，負起監察對岸英國軍進出的要務，此外南門出右斜是港口，因此也身兼管理商人出入。由是於南門的重要，而且要到達各城門峰火台必要經南門這唯一入口，也就在此門建站崗總台，以作方便。當時站崗的人員都是地方的男性自主加入，而婦女就幫忙為人員在衣服繡上崗隊的標緻，是個用金線繡的龍圖案，久之，人們都稱呼總台為龍崗站。總台管理大小事務，是非經常從那兒傳出，隨著它的聲名遍佈，門前這條街道就喻為龍崗道。